# Bataille de Tanlwe Chaung
Théâtre d'Asie du Sud-Est de la Seconde Guerre mondiale
Batailles
Invasion japonaise de la Birmanie :
- Rivière Bilin
- Pont de la Sittang
- Pégou
- Barrage routier de Taukkyan
- Route Yunnan-Birmanie (Tachiao
- Oktwin
- Taungû)
- Shwedaung
- Prome
- Yenangyaung

Opérations en Birmanie (1942-1943) :
- Arakan
- The Hump
- Chindits
- Nord de la Birmanie et ouest du Yunnan

Opérations en Birmanie en 1944 :
- Chindits (2)
- Admin Box
- U-Go (Imphal
- Sangshak
- Court de tennis
- Kohima)
- Myitkyina
- Mogaung
- Mont Song

Opérations en Birmanie (1944-1945) :
- Meiktila et Mandalay
- Pakokku et Irrawaddy
- Colline 170
- Île de Ramree
- Tanlwe Chaung
- Dracula
- Elephant Point
- Coude de la Sittang

La bataille de Tanlwe Chaung eut lieu en Birmanie le 26 avril 1945. Elle a opposé la 22e brigade East African de l'armée britannique, notamment le Rhodesian African Rifles (RAR), et les forces impériales japonaises.

## Préparations
En mars, la 22e brigade est-africaine assista la 4e brigade d'infanterie indienne à avancer vers le sud en direction de la ville de Taungup. Le 17 avril, le commandement de Taungup fut remis à la 22e brigade. Le bataillon fut divisé en quatre compagnies, leur QG étant créé le 20 avril 1945. Il était protégé par une compagnie A, les trois autres compagnies prirent des positions défensives autour de Chaung.

## Reconnaissance
À 13 h, le 20 avril, les forces japonaises commencèrent à tirer des obus de mortier et d’artillerie sur les positions du RAR, affaiblissement leur moral. Deux patrouilles de reconnaissance furent envoyées pour enquêter sur deux positions nommées Bergner et Valerie. La patrouille de la compagnie D rencontra des tirs de mitrailleuses japonais, confirmant que les deux éléments étaient détenus par des Japonais dissimulés.
Le 24 avril, trois autres patrouilles du RAR furent envoyées pour localiser les emplacements de mitrailleuses, une pour chaque compagnie. Au cours de cette opération, la compagnie B subit sa première perte de la bataille, après qu'une mitrailleuse lourde ouvrit le feu sur le mitrailleur Bren de la compagnie B.

## La bataille
Le matin du 26 avril, deux batteries d'obusiers ouest-africains de 4,7 pouces ouvrirent le feu sur les positions Bergner et Valerie assistées par des Hawker Hurricanes. Le peloton de mortier d'une compagnie commencèrent à tirer sur Bergner. De leurs positions, la compagnie A et D avança sur celle-ci. Les tirs d'artillerie se concentrèrent alors sur le point Valérie, semant la confusion chez les Japonais. Les soldats déployés sur Valérie abandonnèrent leurs trous de renard et allèrent au secours de leurs camarades japonais sur Bergner. À ce stade, une compagnie alla au contact des Japonais en pleine terre avant que ceux-ci ne se replient sur les pentes inférieures.
Les compagnies A et D nettoyèrent les positions Valérie et Bergner. Cela permit au QG d'être déplacé au nord de Bergner, permettant ainsi d'avoir une bonne vue sur les environs.
Cette nuit-là, les Japonais ont tué au mortier les positions nouvellement gagnées par le RAR et tuèrent 3 hommes après avoir heurté la tranchée de la compagnie A. Les forces japonaises attaquèrent ensuite attaqué par l'arrière, provoquant des troubles parmi les soldats de la RAR et quatre hommes ont perdu la vie par des tirs amis.
La bataille aboutit à la mort de 14 hommes RAR et un nombre inconnu de Japonais, le RAR ayant envahi les positions japonaises en gagnant du terrain vital.